# Frolovita
La frolovita és un mineral de la classe dels borats. Rep el seu nom de la localitat tipus.

## Característiques
La frolovita és un borat de fórmula química Ca[B(OH)₄]₂. Cristal·litza en el sistema triclínic. Es troba en forma de petits filons i agregats densos de grans, de fins a 0,15 mil·límetres. La seva duresa a l'escala de Mohs és 3,5.
Segons la classificació de Nickel-Strunz, la frolovita pertany a «06.AC - Monoborats, B(O,OH)₄, amb i sense anions addicionals; 1(T), 1(T)+OH, etc.» juntament amb els següents minerals: sinhalita, pseudosinhalita, behierita, schiavinatoïta, hexahidroborita, henmilita, bandylita, teepleïta, moydita-(Y), carboborita, sulfoborita, lüneburgita, seamanita i cahnita.

## Formació i jaciments
És un rar producte de l'alteració de minerals de bor hidrotermals en skarns. Va ser descoberta l'any 1957 al dipòsit de bor i coure de Novofrolovskoye, a Turjinsk (óblast de Sverdlovsk, Rússia). També ha estat descrita al dipòsit de bor de Solongo (Transbaikal, Rússia) i a la mina Fuka (illa de Honshu, Japó). Sol trobar-se associada a altres minerals com: calciborita, calcita, guix, granat, magnetita, olshanskyita, parasibirskita, sibirskita, takedaïta, pentahidroborita o nifontovita.